# Herry Saliku Biembe
Herry Saliku Biembe est un boxeur de la République démocratique du Congo naturalisé Suisse né le 14 mai 1989.

## Carrière
D'origine congolaise, il réside en Suisse dans le canton de Lucerne depuis son jeune âge. À 16 ans, il commence un apprentissage en menuiserie ébéniste et obtient le diplôme élémentaire. il décide de se mettre à niveau afin de passer le baccalauréat en France à Besançon. En parallèle, il fréquente les gymnases de la région Franche-Comté ainsi que le Doubs sud athlétisme (DSA). Il fait la connaissance de monsieur Louis l’entraîneur du DSA qui remarque vite ses capacités d’athlète. Il devient ainsi deux fois champion de Franche Comté en boxe et sur la distance de 400 m et 60 m. Après l’obtention de son baccalauréat, il décidé de se consacrer spécialement au sport de haut niveau. 
Arrivé à Lausanne, il fait connaissance de Jérôme Cañabate (multiple champion d’Europe de kick-boxing) et de son équipe (Johny Cañabate, Alain Coppey, Djamel Messiba, Foued Ben Souad). Suivant les conseils de Jérôme et Johny Cañabate, il intègre le centre olympique cubain à la Havane en 2005 afin de se préparer pour une qualification aux jeux olympiques de Pékin en 2008. Il devient champion de Suisse de boxe amateur en 2006 puis vice-champion d'Afrique en 2007 et participe la même année aux championnats du monde à Chicago. 
Champion de la coupe d'Afrique 2008 dans la catégorie des poids moyens, Biembe se qualifie ensuite en Namibie lors d'un tournoi pré olympique et prend part aux jeux olympiques d'été de 2008, toujours en poids moyens (69–75 kg), mais perd au 1er tour face au grec Georgios Gazis par 7 points à 2.
Après les jeux olympiques de Pékin, il rentre en Suisse et aménage son temps entre sport et études (International Business à l’université de Genève).
Il souhaitait participer aux Jeux olympiques de Londres en 2012 avec cette fois pour but d’obtenir une médaille mais un empêchement administratif ne lui a pas permis de se qualifier. À la suite de cette déception, il interrompt pendant un an la boxe avant finalement de passe professionnel en 2013.